# Großsteingrab Wartin
Das Großsteingrab Wartin war eine megalithische Grabanlage der jungsteinzeitlichen Trichterbecherkultur bei Wartin, einem Ortsteil von Casekow im Landkreis Uckermark (Brandenburg). Es wurde zwischen 1940 und 1944 beim Bau eines Flugplatzes zerstört. Dabei erfolgte eine baubegleitende archäologische Untersuchung unter Leitung von Otto Kunkel und Hans Jürgen Eggers. Die bei der Grabung gemachten Funde gelangten ins damalige Stadtmuseum nach Stettin und sind heute nur noch teilweise erhalten. Das Grab trägt die Sprockhoff-Nummer 575.

## Lage
Das Grab befand sich westnordwestlich von Wartin, unmittelbar an der Landesgrenze zu Mecklenburg-Vorpommern. Es war Teil einer von der Jungsteinzeit bis in die Eisenzeit genutzten Nekropole.

## Beschreibung
Das Grab bestand aus mehreren Komponenten, die aufgrund der mangelhaften Dokumentation zum Teil nicht eindeutig miteinander in Beziehung gesetzt werden können. Es handelt sich um eine älteste neolithische Kulturschicht, auf der ein Hünenbett errichtet wurde. In dieses wurde eine steinerne Grabkammer eingetieft, in deren unmittelbarer Umgebung zudem mehrere Neben- und Nachbestattungen festgestellt wurden. In der Eisenzeit wurde auf der Grabkammer ein Grabhügel errichtet.

### Die unterste Kulturschicht
Die älteste Kulturschicht stammte wahrscheinlich von einer Siedlung. Sie hatte eine durchschnittliche Dicke von 5 cm und wurde durch die eingetiefte Grabkammer unterbrochen. Unter der Grabkammer wurden zudem vier Pfostenlöcher festgestellt, bei denen unklar ist, ob sie bei der Errichtung der Kammer entstanden waren oder noch zur Siedlung gehörten.
Die Kulturschicht enthielt zahlreiche größtenteils unverzierte Keramikscherben, Feuerstein-Geräte (Klingen, Kratzer), Knochengeräte und Tierknochen. Die Funde sind der frühen Trichterbecherkultur zuzuordnen.

### Das Hünenbett
Das Hünenbett war leicht trapezförmig und ost-westlich orientiert. Die minimale Breite betrug im Westen 3,3 m und die maximale Breite im Osten 5,3 m. Die Länge betrug nach Eberhard Kirsch 22 m, bei Hans Jürgen Eggers und Kazimierz Siuchniński sind hingegen 35 m angegeben. Die Umfassung bestand aus relativ kleinen Steinen. Das östliche Ende des Hünenbetts war durch spätere Einbauten stark zerstört. Ob die dortige Schmalseite mit größeren Findlingen eingefasst war, wie von Siuchniński vermutet und so auch von Ernst Sprockhoff übernommen, lässt sich nicht sicher belegen.
Aufgrund der späteren Umbauten ist nicht klar, ob das Hünenbett in der ersten Bauphase eine steinerne Grabkammer besessen hatte. 1,5 m westlich des später eingebauten Hügels wurden menschliche Knochen und Scherben von drei Gefäßen entdeckt. Siuchniński deutete dies als die Primärbestattung. Es handelte sich um ein Grab ohne Steinschutz. Die Anlage wäre damit in ihrer ursprünglichen Bauphase als kammerloses Hünenbett anzusprechen. Bei den Gefäßen handelte es sich um zwei Trichterbecher und eine Kragenflasche, die der frühen Trichterbecherkultur zuzuordnen sind. Ob es sich um Grabbeigaben oder verlagerte Funde gehandelt hat, wurde in der Grabungsdokumentation nicht vermerkt.
Aus der Hügelschüttung des Hünenbetts stammen weitere Funde, deren ursprüngliche Herkunft unklar ist. Sie können aus der ursprünglichen Kulturschicht, aus der ausgeräumten steinernen Grabkammer, aus weiteren zerstörten oder von den Ausgräbern nicht erkannten Gräbern stammen oder auch Opfergaben darstellen. Bei diesen Funden handelt es sich um größtenteils verzierte Keramikscherben, Bruchstücke von zwei Steinbeilen, Feuerstein-Material, ausgehöhlte Mahlsteine, bearbeitete und unbearbeitete Tierknochen sowie einen „Krähenstein“. Die bestimmbaren Funde sind der Havelländischen Kultur zuzuordnen.

### Die Grabkammer
Im Ostteil des Hünenbetts wurde nachträglich eine steinerne Grabkammer eingetieft und mit einem ovalen Stein-Erde-Hügel ummantelt. Die Kammer war ost-westlich orientiert und bestand aus je drei Steinplatten an den Langseiten und je einer Steinplatte an den Schmalseiten. Die Platten bestanden aus Granit und Sandstein. Die Kammer hatte eine Länge von 3 m und eine Breite von 1,3 m. In der östlichen Hälfte der südlichen Langseite befand sich der Zugang. Ihm waren zwei Wandplatten vorgelagert. Der Gang hatte eine Länge von 0,7 m. Zwischen Gang und Kammer war ein Schwellenstein eingelassen. Der Boden der Kammer war mit kleinen Steinplatten gepflastert. Es wurden keine steinernen Deckplatten festgestellt, die über die gesamte Breite der Kammer reichten. Stattdessen stießen die Ausgräber auf mehrere kleinere Platten, die sie als Abdeckung einer nicht erhaltenen Holzdecke deuteten. Nach Kirsch stimmt diese Deutung aber nicht mit dem Befund überein.
Ernst Sprockhoff klassifizierte die Kammer als kleines Ganggrab vom Untertyp Holsteiner Kammer, Hans-Jürgen Beier hingegen als submegalithische Ganggrabkiste.
In der mit Erde verfüllten Kammer wurden zahlreiche Grabbeigaben gefunden, die sich mindestens drei verschiedenen Bestattungen zuordnen ließen. Nahe am Eingang, direkt auf dem Bodenpflaster, standen ein Hängegefäß und eine Amphore, die zusammen mit dem Bruchstück eines kesselförmigen Gefäßes und Scherben weiterer Gefäße zur ursprünglichen Bestattung der Havelländischen Kultur gehörten. Dieser Bestattung sind wahrscheinlich auch ein Bruchstück eines Steinbeils, ein Knochenpfriem, eine querschneidige Pfeilspitze, ein Krähenstein, eine durchbohrte Hirschgrandel, zwei oder drei durchbohrte Tierzähne, Feuerstein-Klingen und -Splitter sowie Tierknochen zuzuordnen. Es waren wohl mindestens fünf Individuen bestattet worden, da auch menschliche Knochen gefunden wurden (darunter fünf Unterkiefer). Die Knochen wurden allerdings nicht untersucht.
Eine Kugelamphore, ein doppelkonischer Becher und ein konischer Warzenkranzbecher stammen aus einer Bestattung der Kugelamphoren-Kultur. Ein unverzierter Becher ist der älteren Trichterbecherkultur zuzuordnen. Unmittelbar außerhalb der westlichen Schmalseite der Kammer wurde zudem eine Nachbestattung der endneolithischen Einzelgrabkultur festgestellt.

### Das Monolithgrab
Ob ein 4,5 m östlich der Grabkammer gelegenes Monolithgrab als Bestandteil des Großsteingrabes aufzufassen ist, ist unklar. Es bestand aus einer einzelnen Bestattung unter einem Findling mit einem Durchmesser von mehr als 1 m. Siuchniński deutete ihn als Wächterstein der östlichen Schmalseite des Hünenbetts. Allerdings fehlen zwischen dem Monolithen und dem Grabhügel weitere Steine, die eine direkte Zusammengehörigkeit belegen würden.
Das Grab enthielt eine einzelne nordost-südwestlich orientierte Bestattung in linker Hockerlage. Das Skelett war schlecht erhalten. Die einzige vorgefundene Grabbeigabe war ein unverzierter Krug, der nach Eberhard Kirsch der jüngeren östlichen Trichterbecherkultur zuzuordnen ist. Eggers und Siuchniński ordnen ihn hingegen der frühen Bronzezeit zu. Der Krug gelangte ins Museum nach Stettin und ist heute nicht mehr erhalten.

### Der eisenzeitliche Grabhügel
Direkt über der Hügelschüttung, welche die steinerne Grabkammer umgab, wurde in der Eisenzeit ein weiterer Grabhügel aufgeschüttet und mit einem Steinkranz eingefasst.